# Pentland Firth
Pentland Firth a Brit-sziget és az Orkney-szigetek közötti tengerszoros Skócia északi részén. Nevének jelentése szabad fordításban: „a tengerszoros a piktek földjén”. A későjégkori tengerszintemelkedés következtében jött létre valamikor i. e. 12000-10000 körül.

## Jelentősége
A Pentland Firth az erős áramlásai és szélviszonyai miatt az Északi-tenger és az Atlanti-óceán közötti egyik legnehezebben járható határterület. A P&O hajótársaság MV St. Sunniva nevű komphajójának a szolgálatba állítási útján az 1980-as években egy hullám szétverte a hajóhídját és emiatt a skót partokhoz közelebb hajózva, azok védelmében kellett visszatérnie Aberdeenbe. A komphajókat üzemeltető Ferry Lifeline Service Orkney (Stromness) és a skót szárazföld (Scrabster) közötti járatkimaradásainak csaknem 100%-a csakis a Hoy sziget és a Scrabster közötti kritikus négy tengeri mérföldes szakasz viszonyaiból származik, nem pedig az időjárási körülményekből.

## Sebes dagályáramlatok[m 1]
A Firth ismert az erős árapályáramlatairól, mely a nagy átfolyási mennyisége révén a legenergikusabbak közé tartozik a világon. Csak magában a Duncansby Head és a Muckle Skerry sziget közötti fő áramlat átlagban nyolcszor annyi vizet szállít, mint az Amazonas. Emiatt ezt a területet úgy is emlegetik, mint az „árapály-erő Szaúdi-Arábiája”. A Pentland Skerries-től nyugatra mértek már 16 csomós (kb. 30 km/h) sebességű áramlatsebességeket is. Máshol ennél jóval erősebb csúcssebességű áramlatok is vannak, melyek azonban a kisebb keresztmetszet és alacsonyabb átlagsebesség miatt kevesebb térfogatárammal bírnak (így a Saltstraumen Norvégiában 22 csomóval vagy a Skookumchuck Narrows Brit Kolumbiában 17 csomóval). 
Ezek a hidrológiai különlegességek nagy lehetőségeket rejtenek magukban az energiafelhasználás terén. 2014 decemberében adták hírül, hogy a Pentland Firth-höz telepített MeyGen nevű árapályerőművel 400 MW teljesítményt terveznek elérni. Az üzemeltető adatai szerint ez a legnagyobb tervezett ilyen jellegű erőmű lesz/lett. Az építésének 2015-ben láttak hozzá és első alkalommal 2016-ban állított elő áramot két 1,5 MW teljesítményű létesítményével. 2017-ben két további hasonló egységet helyeztek üzembe. A próbaüzem egy éven át tartott és 2018 nyarán eredményesen zárult. Összesen 269 turbinát terveznek üzembe helyezni, amivel mintegy 175000 háztartás szükségletét tudják majd fedezni.
Az árapályáramlatok sebes tengermozgást okoznak, melyek a dagály adott időpontjaiban léphetnek fel. Ezek külön neveket kaptak és a jelentősebbek közül néhány:
- ‘The Merry Men of Mey’ – A Stroma szigettől délnyugatra alakul ki. A St. John’s pointtól a Firth-en át keresztbe a Hoy szigeten lévő Tor Ness felé áramlik. Különösen egy mindössze 25 m-es sekély homokpadon 5 km-re nyugatra Stromától képződnek a nyugati irányú tengeráramlás és nyugat felől fújó szelek következtében folyamatosan fennálló és permanens módon megtörő, több méter magas hullámok. A tengeráramlás sebessége a 10 csomót (18,5 km/h) is meghaladhatja.

- ‘The Swelkie’ – Stroma északi vége egyenletesen lekerekített és 60 m mélységre esik alá, így az áramlás apály és dagály idején is helyileg nagy mértékben felgyorsul, és a Swelkie Point mögött „leszakadva” hatalmas örvényt hozhat létre. Az örvényt egy viking legenda szerint egy tengeri boszorkány okozta, aki itt forgatta a sómalom malomköveit, hogy a tengervíz sótartalmát fenntartsa. A Swelkie szó az óészaki svalga szóból eredeztethető, jelentése „elnyelő”.

- ‘Duncansby Race’ – Állandó jelleggel keleti irányba folyik. Az alacsony vízállás utáni dagállyal veszi kezdetét a mindössze 10 m mély és 2 km hosszú Boar of Duncansby zátony északkeleti oldala mentén közvetlenül a Ness of Duncansby előtt délkeleti irányba tart. Az áramlat fokozódásával és a Boar of Duncansby feletti vízmélység növekedésével a következő két és fél óra során egyre több víz egyre gyorsabban önti el a sekély területet, ezúttal már kelet-északkeleti irányban. Ennek során egy újabb „Race” jön létre tőle nyugatra párhuzamosan a Ness of Huna előtti partszakasszal. A magas vízállás után az északnyugatnak vonuló apály az óramutató járásával ellentétesen forgó örvényt hoz létre, így ismét egy északkeleti irányba tartó áramlat halad át a sekély terület (zátony) felett. A Duncansby Headtől keletre is keletkeznek a dagály különböző fázisaiban sebes áramlatok változó, de mindig veszélyes karakterrel. A dagály áramlásával szemben fújó viharos szelek különösen veszélyes helyzetet teremtenek, mivel a viharhullámokon belüli energiatranszportot az örvények megtörik, ami által a kinetikai energiájuk potenciális energiává alakul át, a hullám így vízfallá alakul át és a következő pillanatban a nehézségi erő hatására összeroskad.

- ‘Liddel Eddy’ – Avagy Liddel-örvény dagálykor képződik a South Ronaldsay és a Muckle Skerry szigetek között.

## Fordítás
Ez a szócikk részben vagy egészben  a   Pentland Firth című német Wikipédia-szócikk ezen változatának fordításán alapul.  Az eredeti cikk szerkesztőit annak laptörténete sorolja fel. Ez a jelzés csupán a megfogalmazás eredetét és a szerzői jogokat jelzi, nem szolgál a cikkben szereplő információk forrásmegjelöléseként.